# Яутлинский сельсовет
Яутлинский сельсовет — упразднённые административно-территориальная единица и муниципальное образование со статусом сельского поселения в составе Шатровского района Курганской области.
Административный центр — село Яутла.

## История
В соответствии с Законом Курганской области от 6 июля 2004 года № 419 сельсовет наделён статусом сельского поселения.
Законом Курганской области от 20 сентября 2018 года N 94, в состав Шатровского сельсовета были включены все населённые пункты упразднённых Ильинского, Ожогинского, Широковского и Яутлинского сельсоветов.

## Население
| 1989 | 2002 | 2004 | 2010 | 2012 | 2013 | 2014 |
| ---- | ---- | ---- | ---- | ---- | ---- | ---- |
| 731  | ↘430 | ↘392 | ↘303 | ↘294 | ↘268 | ↘247 |
| 2015 | 2016 | 2017 | 2018 | 2019 |      |      |
| ↘239 | ↘218 | ↘216 | ↘215 | ↘195 |      |      |

## Состав сельского поселения
| № | Населённый пункт | Тип населённого пункта       | Население |
| - | ---------------- | ---------------------------- | --------- |
| 1 | Мостовка 2-я     | деревня                      | ↘0        |
| 2 | Яутла            | село, административный центр | ↘303      |